# 黄山鼠尾草
黄山鼠尾草（学名：Salvia chienii）为唇形科鼠尾草属的植物，是中国的特有植物。分布于中国大陆的安徽等地，生长于海拔750米的地区，一般生长在路旁。

## 异名
- Salvia chienii Peter-Stib. var. wuyuanica Sun